# Ageratum echioides
Ageratum echioides là một loài thực vật có hoa trong họ Cúc. Loài này được (Less.) Hemsl. mô tả khoa học đầu tiên năm 1881.